# Ilia Sulamanidze
Ilia Sulamanidze (18 de junho de 2001) é um judoca georgiano. Foi medalhista de prata nos Jogos Olímpicos de Verão de 2024 em Paris.
Ele ganhou uma das medalhas de bronze em seu evento no Campeonato Mundial de Judô de 2021, realizado em Budapeste, Hungria.
Em abril de 2021, Sulamanidze perdeu sua luta pela medalha de bronze no evento masculino de 100 kg no Campeonato Europeu de Judô realizado em Lisboa, Portugal.
Sulamanidze ganhou o prêmio de estrela em ascensão de 2021 no Judo Awards 2021.
Sulamanidze ganhou a medalha de ouro em seu evento no Judo Grand Slam Tel Aviv 2022, realizado em Tel Aviv, Israel.